# Fatimah Abbas
Fatimah Abbas (nascida em 23 de abril de 2000) é uma atiradora de desportos iraquiana. Ela competiu no evento feminino de pistola de ar de 10 metros nos Jogos Olímpicos de Verão de 2020.